# System R
System Rは、1970年代にIBM San Jose Research（現在の IBM Almaden Research Center）での研究プロジェクトで開発されたデータベースシステム。
System R は独創的なプロジェクトであった。後に関係データベースのクエリ言語として標準となったSQL言語を初めて実装したシステムである。また、RDBMSの高いトランザクション処理性能を世に示した初めてのシステムでもある。System R の設計や基本的アルゴリズムの選択（例えばクエリ最適化で使われる動的計画法アルゴリズム）は、後の様々なRDBMSに影響を与えた。
System R の最初の顧客はプラット・アンド・ホイットニー社（1977年）である。